# Kilronan Castle
Kilronan Castle (irisch Caisleán Chill Rónáin, früher auch Castle Tenison) ist ein großes Landhaus inmitten von 16 Hektar Parkland etwa zwei Kilometer entfernt vom Dorf Ballyfarnon im irischen County Roscommon. Das Haus am Ufer des Lough Meelagh wurde um 1820 erbaut und dann in den 1880er-Jahren erheblich erweitert. Der neuere Teil ist ein unregelmäßig geformtes, zweistöckiges Gebäude mit einem Baronsturm anschließend an das ältere Gebäude. Heute ist Kilronan Castle ein Wellnesshotel.

## Geschichte

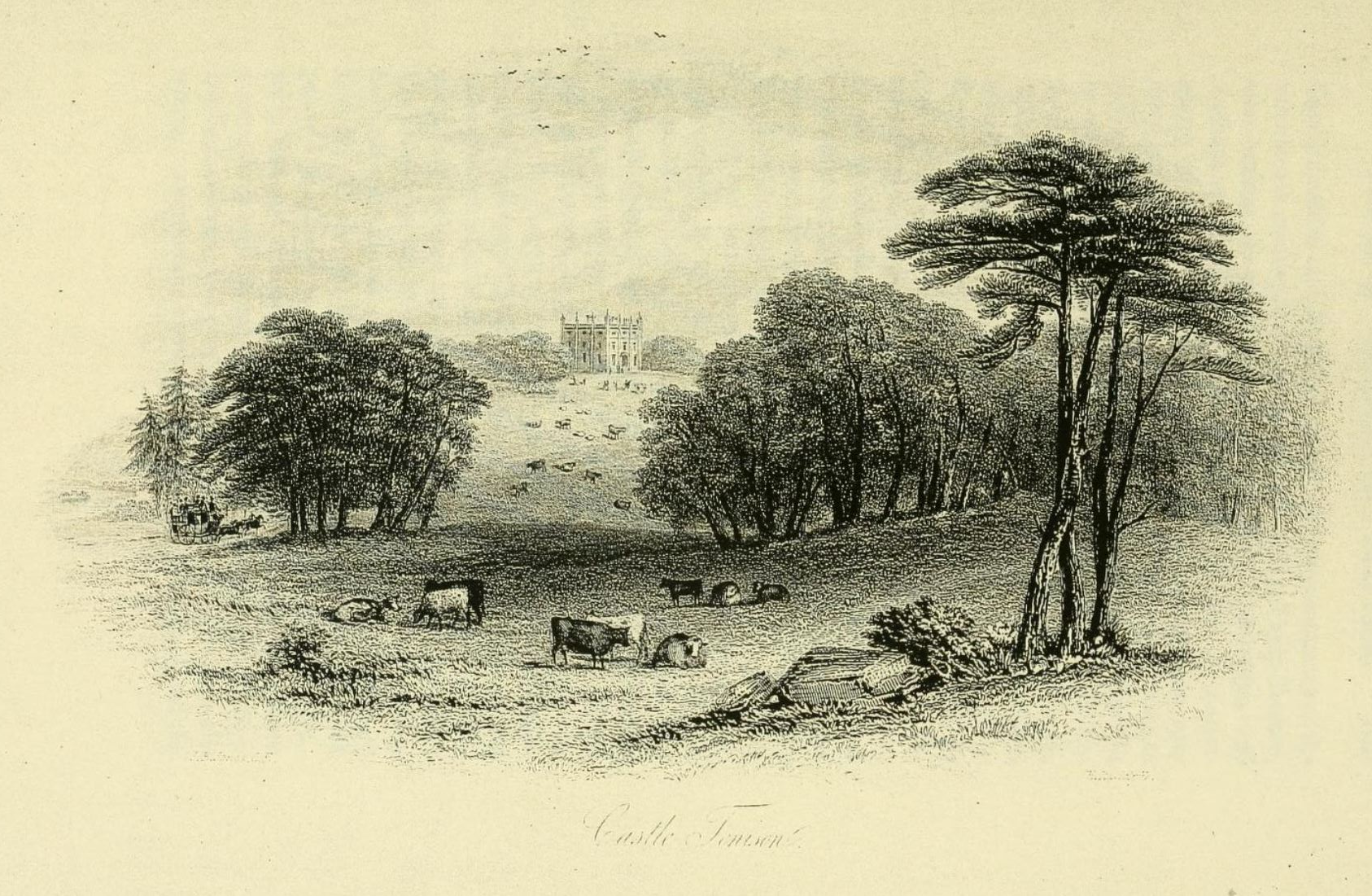
Kilronan Castle in den 1840ern.

Zum Ende des 17. Jahrhunderts gehörte das gesamte Anwesen, das später Castle Tenison genannt werden sollte, der Familie Dundas. Sie verkauften es 1715 an Richard Tenison aus der englischen Familie Tenison; er war der Sohn des damaligen Bischof von Meath und Parlamentsabgeordneter für Dunleer. Er starb 1726 und hinterließ das Anwesen seinem Sohn, William Tenison, der 1746 Lieutenant Colonel des 35. Infanterieregiments und ebenfalls Parlamentsabgeordneter für Dunleer war. William Tenison starb 1748 ohne Nachkommen. Das Anwesen fiel an seinen Onkel Thomas Tenison und dann an seinen Sohn, Thomas Tenison jun. Dieser war 1763 High Sheriff of Leitrim und 1776–1783 Parlamentsabgeordneter für County Monaghan. Das Anwesen, das nun „Kilronan Castle“ genannt wurde, fiel an den einzigen Sohn von Thomas Tenison jun., einen weiteren Thomas Tenison, der 1791 High Sheriff of Roscommon, 1792 High Sheriff of Leitrim und ebenfalls 1792 war Parlamentsabgeordneter für Boyle war.
Dessen Sohn, Edward King-Tenison, war 1845 Sheriff of Leitrim, 1847–1852 Parlamentsabgeordneter für Leitrim und 1856–1878 Lord Lieutenant of Roscommon. Nach seinem Tod 1878 fiel das Anwesen an seinen Schwiegersohn Henry King, der seinen Namen in King-Tenison geändert hatte und von seinem Bruder den Titel eines Earl of Kingston erbte. Er ließ in den 1880er-Jahren das Landhaus durch einen Anbau im neugotischen Stil an das alte Haus zu seiner heutigen Form erweitern. Während seines Besitzes wurde der größte Teil des umgebenden Landes verkauft.
Nach seinem Tod 1896 was das Landhaus nicht mehr häufig bewohnt; der 9. Earl of Kingston zog es vor, woanders zu leben und 1939 wurde die Einrichtung des Hauses versteigert. Später residierte dort eine Abteilung des Bautrupps, der eine Straße in die Arigna Mountains baute. Schließlich erwarb die Land Commission das Anwesen und verkaufte das Landhaus später an Michael und Brendan Layden. 2006 wandelte die Hanly Group Kilronan Castle in ein Luxushotel um.